# Kampfgruppe
Kampfgruppe (pol. Grupa bojowa lub Grupa operacyjna, skrót KG) – niemiecki termin w historii wojskowości odnoszący się do każdej armii, ale najczęściej stosowany przez Wehrmacht i jego sojuszników w czasie II wojny światowej, w mniejszym stopniu termin stosowany był podczas I wojny światowej.

## Charakterystyka
Kampfgruppe potencjalnie stworzona jako grupa bojowa do tymczasowych lub określonych działań. Najczęściej sformowana była z kilku czołgów, piechoty i artylerii z niszczycielami czołgów. Wielkość Kampfgruppe była zróżnicowana, od korpusu do kompanii, lecz najczęściej była wielkości batalionu. Na ogół Kampfgruppe nazywana była od nazwiska dowódcy lub od nazwy głównego oddziału.

## Działania

### I wojna światowa
W trakcie I wojny światowej Cesarstwo Niemieckie w wyniku doświadczeń wyniesionych z walk pozycyjnych na froncie zachodnim stworzyło oddziały szturmowe (niem. Stoßtruppen lub Sturmtruppen). Pierwsza eksperymentalna jednostka powstała w marcu 1915. Żołnierzy tej formacji szkolono w zdobywaniu terenu taktyką polegającą na przenikaniu a nie atakach falowych. Na szczeblu armii formowano batalion nazywany w wojsku niemieckim Sturm-Bataillon. Powstawały też kompanie w ramach dywizji, plutony w pułkach. Takie uznawane za elitarne pododdziały zaczęto tworzyć w innych armiach.

### II wojna światowa
Obok Kampfgruppe, tworzonych doraźnie dla realizacji określonych celów, Wehrmacht tworzył grupy bojowe ze zdziesiątkowanych dywizji. Takie oddziały, zwykle nie przedstawiające wartości bojowej większej niż pułk, pozostawały na froncie do czasu zluzowania i odbudowy lub rozwiązania i włączenia resztek do innej dywizji. Na przykład Kampfgruppe 297. 
Sojusznicy III Rzeszy też tworzyli Kampfgruppen. Formowali oddziały wspólnie z Niemcami lub na własną rękę. W taki sposób powstała między innymi Kampfgruppe Szücs z 3 armii węgierskiej.
Podczas wojny zimowej fińskie oddziały narciarzy pod względem działań można uznać za Kampfgruppe, lecz były słabo wyposażone.

#### Inne wykorzystania
W niemieckiej marynarce wojennej również wykorzystywana była Kampfgruppe, lecz z kilkoma zmianami:
- Kampfgruppe wykorzystywane było do działań z wyprzedzeniem, zamiast zorganizowanych działań,
- zamiast tworzyć grupy z jednostek Kriegsmarine, tworzono je z poszczególnych okrętów wojennych różnych klas.

Przykładem działań Kampfgruppe na morzu jest operacja Weserübung. Grupa podczas operacji składała się z ciężkich krążowników Blücher i Lützow, z lekkiego krążownika Emden, 3 torpedowców i 8 trałowców.
W Luftwaffe jednostki bombowe Kampfgeschwader składały się z kilku Kampfgruppen.

## Współcześnie
Obecnie formacja używana jest w siłach pancernych armii amerykańskiej i w formacjach bojowych NATO.

## Przykłady
- Kampfgruppe von Luck
- Kampfgruppe Pipkorn
- Kampfgruppe Peiper
- Grupa Bojowa SS Beyersdorf
- Grupa Bojowa SS Déak
- 6 Dywizja Górska SS Nord
- Grupa Bojowa SS Ney
- Abwehrgruppe 218
- Grupa Operacyjna 1001. Nocy
- Grupa Bojowa Hauptmann Karl
- Grupa Bojowa Dorsch
- Grupa Bojowa SS Hannibal